# ジョーダン・ジャンコウスキー
- ジョーダン・ヤンコウスキー

ジョーダン・ジャンコウスキー（Jordan Jankowski, 1989年5月17日 - ）は、アメリカ合衆国ペンシルベニア州ワシントン郡マクマリー出身の元プロ野球選手（投手）。右投右打。

## 経歴

### プロ入り前
2008年のMLBドラフト34巡目（全体1022位）でヒューストン・アストロズから指名されたが、この時は契約せずにカトーバ大学へ進学した。また、当時のポジションは捕手だった。

### プロ入りとアストロズ時代
大学進学後には投手に転向した。2012年のMLBドラフト34巡目（全体1029位）で再びアストロズから指名され、プロ入り。契約後、傘下のアパラチアンリーグのルーキー級グリーンビル・アストロズでプロデビュー。23試合に登板して4勝0敗4セーブ、防御率2.23、53奪三振を記録した。
2013年はA級クアッドシティーズ・リバーバンディッツとA+級ランカスター・ジェットホークスでプレーし、2チーム合計で 37試合（先発12試合）に登板して3勝1敗5セーブ、防御率3.05、103奪三振を記録した。
2014年はAA級コーパスクリスティ・フックスでプレーし、30試合（先発14試合）に登板して5勝6敗3セーブ、防御率3.58、120奪三振を記録した。
2015年はAAA級フレズノ・グリズリーズでプレーし、55試合に登板して8勝3敗5セーブ、防御率3.18、77奪三振を記録した。
2016年もAAA級フレズノでプレーし、51試合（先発2試合）に登板して2勝3敗5セーブ、防御率3.77、103奪三振を記録した。
2017年も開幕をAAA級フレズノで迎えた。5月22日にメジャー契約を結んでアクティブ・ロースター入りし。24日のデトロイト・タイガース戦でメジャーデビュー。だが、8月14日にDFAとなった。アストロズでは3試合に登板して1勝0敗、防御率12.46、5奪三振を記録した。

### ドジャース傘下時代
2017年8月20日にウェイバー公示を経てロサンゼルス・ドジャースへ移籍した。移籍後は傘下のAAA級オクラホマシティ・ドジャースへ配属された。9月2日にDFAとなり、7日にマイナー契約となった。
2016年3月25日に自由契約となった。

### エンゼルス傘下時代
2018年4月9日にロサンゼルス・エンゼルスとマイナー契約を結んだ。傘下のAAA級ソルトレイク・ビーズでプレーしていたが、5月25日に自由契約となった。

### 独立リーグ時代
2020年には独立リーグであるワシントンリーグに所属するスティールシティ・スラミンサミーズでプレーし、3試合に登板して0勝1敗1セーブ、防御率6.75、4奪三振とを記録した。

### 引退後
引退後はペンシルベニア州ピッツバーグで不動産業を営んでいる（外部リンクにある本人のインスタグラム参照）。

## 詳細情報

### 年度別投手成績
| 年 度    | 球 団    | 登 板 | 先 発 | 完 投 | 完 封 | 無 四 球 | 勝 利 | 敗 戦 | セ 丨 ブ | ホ 丨 ル ド | 勝 率 | 打 者 | 投 球 回 | 被 安 打 | 被 本 塁 打 | 与 四 球 | 敬 遠 | 与 死 球 | 奪 三 振 | 暴 投 | ボ 丨 ク | 失 点 | 自 責 点 | 防 御 率 | W H I P |
| -------- | -------- | ----- | ----- | ----- | ----- | -------- | ----- | ----- | -------- | ----------- | ----- | ----- | -------- | -------- | ----------- | -------- | ----- | -------- | -------- | ----- | -------- | ----- | -------- | -------- | ------- |
| 2017     | HOU      | 3     | 0     | 0     | 0     | 0        | 1     | 0     | 0        | 0           | 1.000 | 22    | 4.1      | 7        | 3           | 2        | 0     | 0        | 5        | 0     | 0        | 6     | 6        | 12.46    | 2.07    |
| MLB：1年 | MLB：1年 | 3     | 0     | 0     | 0     | 0        | 1     | 0     | 0        | 0           | 1.000 | 22    | 4.1      | 7        | 3           | 2        | 0     | 0        | 5        | 0     | 0        | 6     | 6        | 12.46    | 2.07    |

### 背番号
- 65（2017年）